# 기형도
기형도(奇亨度, 1960년 3월 13일~1989년 3월 7일)는 대한민국의 시인이자 언론인이다. 유고 시집으로 《입 속의 검은 잎》, 《사랑을 잃고 나는 쓰네》가 있다.

## 생애
엄마 걱정

열무 삼십 단을 이고

시장에 간 우리 엄마

안 오시네, 해는 시든 지 오래

나는 찬밥처럼 방에 담겨

아무리 천천히 숙제를 해도

엄마 안 오시네, 배추잎 같은 발소리 타박타박

안 들리네. 어둡고 무서워

금간 창 틈으로 고요한 빗소리

빈 방에 혼자 엎드려 훌쩍거리던

아주 먼 옛날

지금도 내 눈시울을 뜨겁게 하는

그 시절, 내 유년의 윗목

기형도가 살던 집 (現 경기도 광명시 소하동)

1960년 3월 13일, 경기도 옹진군 연평도에서 공무원인 기우민의 3남 4녀 중 막내로 태어났다. 아버지 기우민의 고향은 황해도였고 그곳에서 교사를 하였으나 한국 전쟁 중 연평도로 피난하여 그곳에서 살게 되었다. 연평도에서는 면사무소 공무원을 하였다. 간척 사업에 손을 대었다가 크게 실패하고 1965년 경기도 시흥군 서면 소하리(현 광명시 소하동)로 이주했다. 소하리의 집은 아버지가 직접 지은 것이다. 근처에 기아자동차 공장이 자리잡고 있었고, 안양천을 따라 둑방길이 이어져 있었다. 지금은 철거되어 창고가 자리잡고 있다. 소하리의 이러한 풍경은 그의 시 작품에 많은 영향을 주었다. 그가 살던 마을에는 안개가 자주 끼었고 안개 속을 뚫고 노동자들이 일터로 향했다.
기형도가 살던 곳은 소하리였지만 학교는 서울로 통학하였다. 서울시흥초등학교, 신림중학교를 거쳐 중앙고등학교를 졸업하고, 1979년에 연세대학교 정치외교학과에 입학하였다. 1969년에는 아버지가 뇌졸중으로 쓰러졌다. 이후 어머니가 생계를 꾸렸다. 시장에 나가는 어머니의 모습 역시 기형도에게 큰 영향을 주었다. 한양대 국어국문학과 유성호는 윤동주를 닮고 싶어한 기형도의 시작 활동에 녹아 있는 어린 시절은 윤동주의 동화 속과 같은 모습이 아니라 절박한 삶의 모습이었다고 평한다. 기형도는 녹녹치 않은 살림을 걱정하며 어머니를 생각하는 어린 시절을 보냈다. 1975년 공장을 다니던 바로 위의 누나가 사망하였다. 몸져 누운 아버지와 일찍 죽은 누이(기순도)는 기형도의 마음에 큰 상처가 되었다. 누이가 죽은 뒤부터 시를 쓰기 시작하였다.
연세대학교 정치외교학과를 다녔으나, 대학 생활에 큰 부분을 차지한 것은 연세문학회였다. 1980년, 서울의 봄을 맞아 연세대학교 학보에 〈노마네 마을의 개〉를 기고하였다가 공안당국에 끌려가 조사를 받았다. 1981년에 휴학하고 방위병으로 소집되어 안양에서 근무하였다. 이 시기 경기도 안양의 문학동인지 《수리》에 참여하였다. 1983년 복학하여 〈식목제〉로 《연세춘추》가 시상하는 《윤동주문학상》을 수상하였다. 1985년 연세대학교 정치외교학과에서 학사 학위를 취득하였고, 동아일보 신춘문예 시 부문에 〈안개〉가 당선되었다.
졸업 전인 1984년, 중앙일보에 입사하여 정치부, 문화부, 편집부 기자로 일하기 시작하였다. 이후 《문학사상》, 《현대문학》, 《한국문학》과 같은 문학지에 지속적으로 작품을 발표하였다.
1989년 3월 7일 새벽, 서울 종로에 있었던 파고다극장에서 심야 영화 영화를 관람하다가 뇌졸중으로 사망하였다. 기형도는 평소에도 혈압이 높았으며 자신이 오래 살지 못할 것이라고 생각했다고 한다. 기형도는 심야 동시상영 극장을 자주 다녔고, 전날에도 작가 김태연과 다음날 자정에 극장에서 보자고 통화하였다. 당시 파고다극장은 《뽕 2》와 《폴리스 스토리》를 연이어 상영하고 있었지만, 《뽕2》 상영을 마친 뒤 극장 안을 정리하던 경비원이 발견하여 다음날 동아일보는 기형도가 《뽕2》를 관람하다 사망하였다고 기사를 내보냈다. 파고다극장은 건물은 그대로 있지만 고시원으로 변했다. 기형도는 장례를 치른 후 안성의 천주교 묘지에 묻혔다. 묘비에는 세례명 "그레고리오"가 새겨져 있다. 기형도의 무덤은 문학을 동경하고 시를 꿈꾸는 이들에게 일종의 성지다. 2년 뒤에는 그의 아버지도 그의 옆에 묻혔다. 시인의 요절과 죽음의 그림자 짙게 드리워진 시집은 이후 기형도 신화를 빚어냈다.
같은 해 5월 유고시집 《입 속의 검은 잎》이 발간되었으며, 유고시집의 제목은 평론가 김현이 정했다. 김현은 당시 중앙일보에 월간 시평을 쓰고 있었는데 1988년 6월에 기형도의 시를 평론한 원고를 기고하였다. 문화부에서 월간 시평을 담당하고 있던 기형도는 자신의 시에 대한 평론을 차자 자신이 정리할 수가 없어 김현에게 전화를 걸어 원고 수정을 요청한 일이 있었다. 김현은 《입 속의 검은 잎》의 해설 〈영원히 닫힌 빈방의 체험〉을 썼으며 "영원히 닫힌 빈방의 체험은  젊은 시인을 위한 진혼가"라고 썼다. 김현 역시 1년여 뒤 사망하였다.
1990년 산문을 모아 《짧은 여행의 기록》이 출간되었고 1994년 미발표 유고 시를 모은 《사랑을 잃고 나는 쓰네》가 나왔다. 1999년 《기형도 전집》이 정리되어 나왔다.
2017년 광명시는 기형도문학관을 개장하였다.

## 문학비평
문학 평론가 김현은 그의 작품 세계를 "그로테스크 리얼리즘"이라 일컬었다.  김현은 "그의 시가 그로테스크한 것은, 타인들과의 소통이 불가능해져, 갇힌 개별자의 비극적 모습이 마치 무덤 속의 시체처럼 뚜렷하게 드러나 있다는 데에 있다. 시인은 그의 모든 꿈이 망가져 있음을 깨닫는다."고 평했다.
기형도 사후 10년 동안 문학계에서는 평론과 추도문을 합하여 그를 다룬 산문이 45편, 그를 모티브로 한 시가 21편이 발표되었다. 평론가 정과리는 김현의 "그로테스크 리얼리즘"에 동의하면서 "죽은 기형도가 살아있는 어떤 시인보다도 더 뜨거운 현재형으로 타오르고 있다"고 평한바 있다. 그의 시가 그로테스크하다는 평을 받는 것은 일상의 언어로 현실의 참혹함을 관찰하면서 동시에 인공낙원의 동화적 환상으로 도피하기 때문이다. 평론가 임우기는 기형도의 시에 등장하는 시적 자아의 특징으로 "유기체성"을 들었다. 현실의 불안과 고통 속에 내재된 그림자로서의 자아가 죽음조차 시간을 지나 나아가는 궁극적 존재로서 긍정하게 된다는 것이다.
숭실대학교 국문학자 엄경희는 기형도의 시가 불확실한 희망보다는 확실한 절망을 택하는 아이러니를 보여준다고 평하면서 "좁은 도시의 혼돈에서 한 걸음도 나가려 하지 않고 …… 그 속에 자신을 가두었다. …… 그것이 절망하게 하고 자신을 병들게 할 지라도 그 위태한 곳이 자신의 터전일 수 밖에 없다는 인식" 때문이었다고 해석한다.

## 작품목록
- 문학사상 : 〈어느 푸른 저녁〉(1985년 12월호), 〈植木祭〉(1987년 4월호), 〈여행자〉,〈장미빛 인생〉(1987년 9월호),〈흔해빠진 독서〉〈노인들〉(1988년 5월호), 〈바람의 집---겨울 版畵 1〉,〈삼촌의 죽음—겨울 版畵 4〉(1988년 11월호)
- 문학과사회 : 〈정거장에서의 충고〉,〈가는 비 온다〉,〈기억할 만한 지나침〉(1988년 겨울호)

### 시집
- 《입 속의 검은 잎》 (1989)
- 《사랑을 잃고 나는 쓰네》 (1994)

### 산문집
- 《짧은 여행의 기록》 (1990)

### 전집
- 《기형도 전집》 (1999)

## 기형도문학관
기형도가 자랐던 경기도 광명시에서 그를 기리기 위해 세워진 문학관이다.

## 같이 보기
- 한국어 시인 목록